# Епідемія чуми в Лондоні (1592—1593 роки)
Епідемія чуми в Лондоні у 1592—1593 роках (англ. 1592–1593 London plague) — велика епідемія чуми в Лондоні. Протягом цього періоду щонайменше 15 тисяч людей померли від хвороби в лондонському Сіті та ще 4 900 померли в навколишніх парафіях.

## Лондон в 1592 році
Лондон у 1592 році був частково огородженим містом із населенням 150 тисяч людей, яке складалося з лондонського Сіті та його навколишніх парафій-ліберті, неподалік від стін. Королева Єлизавета I правила 34 роки, і її уряд боровся зі швидким зростанням населення Лондона. Через дедалі більшу економічну та продовольчу нестачу виросле безладдя серед нижчих класів у місті та за його межами, якими моралісти владі все більше намагалися керувати. Численне і бідне населення населяло навколишні місцевості, які стали першими громадами, сильно постраждалими від чуми.

## Ситуація з чумою в Англії
З часів другої пандемії чуми «Чорної смерті» хвороба не покидала Англію. Посилення активності чуми на південному та східному узбережжі Англії спостерігалося наприкінці 1580-х — на початку 1590-х років. Спалах чуми в Ньюкаслі-апон-Тайні в 1589 році призвів до смерті 1727 жителів до січня 1590 року, тоді як з 1590 по 1592 рік у Плімуті та Девоні сталося 997 смертей від чуми в Тотнесі та Тівертоні. Чума поширювалася на південь і північ сільською місцевістю Англії на початку 1590-х років, заражаючи місця проживання пацюків навколо ферм і міст, поки врешті-решт не досягла Лондона влітку 1592 року.

## Перебіг епідемії
Перші випадки чуми в Лондоні були помічені в серпні. 7 вересня солдати, які прямували з півночі Англії, щоб розпочати закордонні походи, були направлені оминути місто через побоювання можливого зараження. До 21 вересня принаймні 35 парафій були заражені чумою.

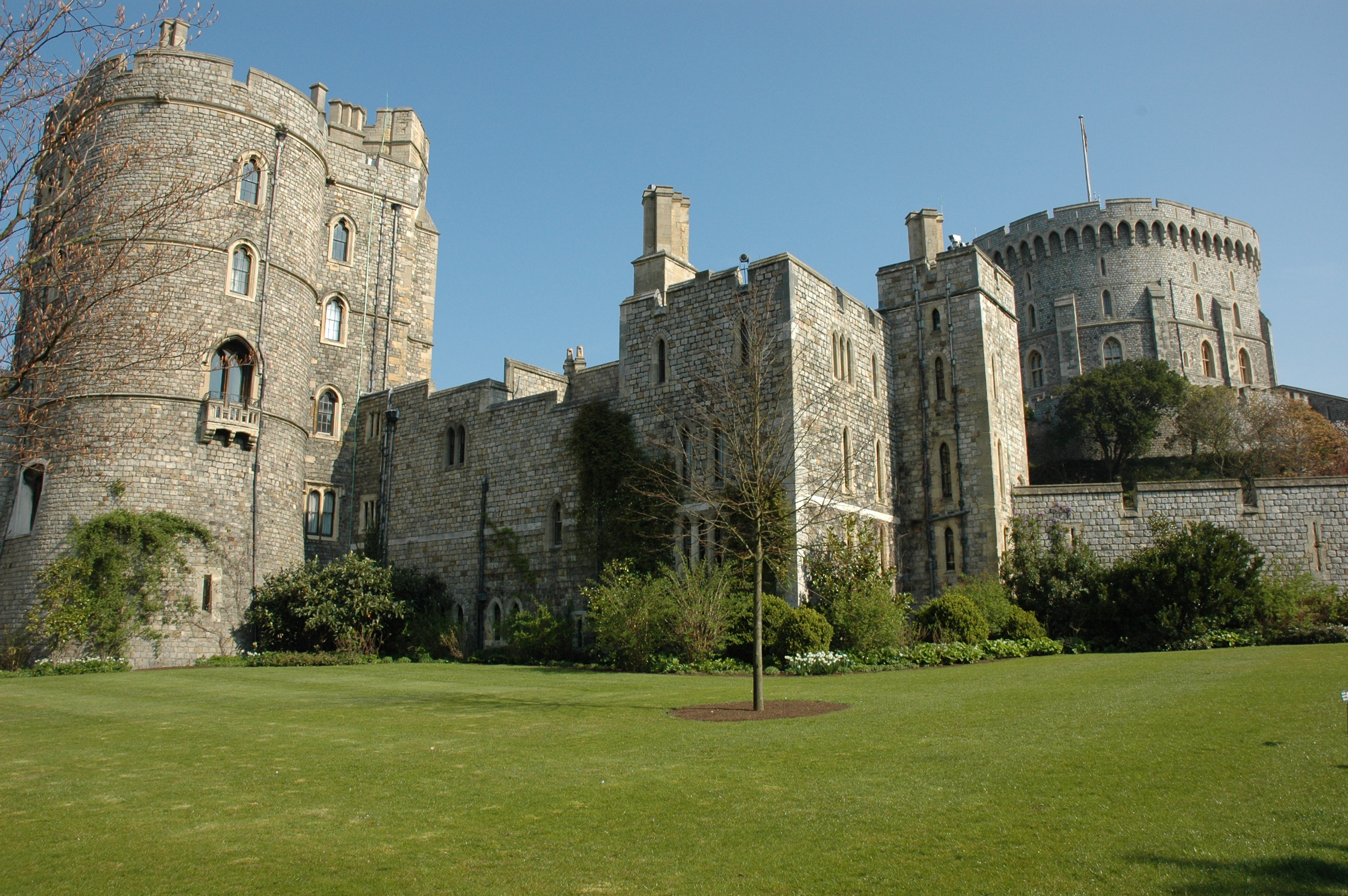
Королівський двір Єлизавети евакуювався до Віндзорського замку, як це було й під час чуми 1563 року

Група, яка перевозила здобич іспанського карака з Дартмута, не змогла дістатися далі за Гринвіч через спалах у Лондоні, а новини про чуму поширилися по всьому регіону. Лондонські театри, які були тимчасово закриті міською владою після заворушень у червні 1592 року; уряд продовжив накази про їхнє закриття до 29 грудня. Аристократи відчули небезпеку, оскільки хвороба продовжувала поширюватися, і втекли з міста. У листопаді Лондонський коледж лікарів скликав зустріч для обговорення «нахабної та незаконної практики» лондонських медиків без ліцензії з наміром «відкликати їх усіх» перед коледжем за шарлатанство. Королівський двір королеви Єлизавети I також вирішив не проводити щорічні святкування «Дня вступу на територію» (англ. Accession Day tilt) протягом місяця через можливість зараження в королівському дворі.
Деякі записи про чуму були скопійовані істориком і антикваром Джоном Стовом (John Stow) під час його власних досліджень у XVII столітті та збереглися, незважаючи на втрату оригінальних документів. Близько 2 тисяч лондонців померли від чуми між серпнем 1592 року та січнем 1593 року. Компанія парафіяльних клерків почала регулярно вести та публікувати записи про смерті від чуми 21 грудня 1592 року. Урядові розпорядження, які забороняли вистави в театрах, були знову продовжені до 1593 року.
Рівень летальності та зараження неухильно зростали протягом зимових місяців, навіть незважаючи на те, що низькі температури часто сповільнюють активність бліх під час епідемій чуми. Представники вищого класу продовжували втікати протягом 1593 року, оскільки контрзаходи уряду виявилися неефективними.
Бідніші парафії та райони були розташовані біля міської стіни та річки Темзи. Район Фліт-Дітч у Лондоні (River Fleet), навколо в'язниці Фліт, став найбільш зараженою частиною міста. В'язень Вільям Сесіл, який утримувався у цій в'язниці за наказом королеви Єлизавети I, писав, що 6 квітня 1593 року «місце, де він був, було зібранням нездорових запахів міста, і заразливості, тому багато померло від чуми». Урядові листи вказували, що до 12 червня 1593 року чума була «дуже гарячою проблемою» в Лондоні й королівський двір «де-не-де був відсутній, і значна частина (королівської) родини відрізана».
Тривогу підняла у Віндзорі смерть 21 серпня покоївки королеви Єлизавети I леді Скроуп від чуми в замку, що мало не змусило королівський двір втекти вдруге. Але уряд залишився у Віндзорському замку до листопада, коли королева Єлизавета I влаштувала свої святкування.